# 今夜も星が綺麗
今夜も星が綺麗（こんやもほしがきれい）は、三福エンターテイメントとヒロ・オクムラによるお笑いユニット。2020年7月1日に結成した。YouTube「今夜も星が綺麗ですね」チャンネルで、ほぼ毎日生配信する。

## メンバー
三福エンターテイメント（1983年1月19日 -〈42歳〉）
ボケ担当。
鹿児島県指宿市出身、プロダクション人力舎所属。
配信内では「entame」として、オープニングで「神」に変身する。
主に下僕であるオクムラCEOを翻弄し、ゲストに来た悩める芸人を導いたりする。
日曜日のレギュラー企画である「お悩み解決回」では、オクムラCEOのお題箱に届いた視聴者からの悩みに自身が取り書をしたためて回答したりする。

ヒロ・オクムラ（1989年7月13日 -〈36歳〉）
ツッコミ担当。
奈良県出身、SMA所属。
配信内では「オクムラCEO」として神のしもべ（下僕）となる。
主に進行やコメントの読み上げを行なっている。
自身が仕事の都合で配信に参加できない際、シェアハウスをしている事務所の後輩である電動スミスが代役を務めることがある。

## YouTube配信

### 特徴
YouTubeチャンネル「今夜も星が綺麗ですね」で配信を行っており、視聴者は通称「子羊」と呼ばれている。
- 日曜：迷える子羊のお悩み解決回。
- 月曜：M（三福）-1グランプリ。レギュラー枠を争って、三福塾メンバーと子羊で大喜利バトルをしている。
  - 三福塾メンバーは電動スミス、カルブンコ、有村、あぶら煙幕、大山（サービスエリア）、西田涼（キャプテンバイソン）、りゅうせい（みたらし祭り）、くだん、しめじ、たいせい（みならいファーベッツ）、劇場版・梅田優太郎などがいる。
- 火曜：ニュークレープのリーダーがゲストのトーク回。
- 水曜：月曜大喜利回でコメント欄に降格した三福塾メンバーのお笑い能力を高める企画回。
- 木曜：様々なゲストを迎えるトーク回。
- 金曜：様々なゲストを迎えるトーク回。
- 土曜：語らせたい。子羊がテーマを送り、それに二人が答えるトーク回。

準レギュラーはひろし（にゅ〜くれ〜ぷ）、舘野忠臣（ネコニスズ）。
出演回数の多いゲストはなに言ってんすか竹下、でび（にゅ〜くれ〜ぷ）、浜村凡平太、ロングサイズ伊藤（や団）。
不定期で、「〇〇単独」というテーマ縛りのネタライブを行っている。

### 年表

#### 2020年
- 4月13日、YouTubeにて「今夜も星が綺麗ですね」チャンネルを開設。
- 7月28日、M（前説）-1グランプリ[1] 開催。
- 8月1日、ユニット「今夜も星が綺麗」を結成。
- 8月10日、M（三福）-1グランプリ（月曜大喜利）初回[1]。
- 9月10日、や団ロングサイズ伊藤による「醤油単独」[2]を開催。
- 10月3日、ロマン峠による「ごぼう単独」[3]を開催。
- 10月15日、ネコニスズ舘野による「たまご単独」[4]を開催。

#### 2021年
- 1月1日、初詣グランプリ[5]を開催。
- 1月3日、トンツカタンお抹茶による「お抹茶単独」[6]を開催。
- 2月3日、魂ず翁長による「豚バラ単独」[7]を開催。
- 2月18日、ニュークレープデビによる「ボーちゃん単独」[8]を開催。
- 3月31日、おとぎばなし花里による「ジョン・レノン単独」[9]を開催。
- 5月7日、わっしょい中村による「じゃがいも単独」[10]を開催。
- 5月17日、特別回　ネタ対決M（三福）-1グランプリ[11]を開催。

## 賞レース成績
M-1グランプリ
| 年度   | 結果       | エントリーNo. | 備考                    |
| ------ | ---------- | ------------- | ----------------------- |
| 2020年 | 1回戦出場  | 2160          |                         |
| 2021年 | 3回戦進出  | 2196          |                         |
| 2022年 | 2回戦進出  | 3582          |                         |
| 2023年 | 3回戦進出  | 4176          |                         |
| 2024年 | 準決勝進出 | 4050          | 敗者復活戦Aブロック敗退 |

- 2025年 - マイナビLaughter Night 2月度月間チャンピオン[13]

## テレビ
- 白黒アンジャッシュ（千葉テレビ）- 2025年4月15日・22日放送

## ライブ
- 今夜もネタが見たいですね Ep.1（2021年10月8日、大塚ドリームシアター）